# EPrix van Santiago 2019
De ePrix van Santiago 2019, een race uit het Formule E-kampioenschap, werd gehouden op 26 januari 2019 op het Parque O'Higgins Circuit. Het was de derde race van het seizoen. Het was tevens de eerste keer dat de race op dit circuit werd gehouden.
De race werd gewonnen door Sam Bird voor het team Envision Virgin Racing, nadat de oorspronkelijke leider Sébastien Buemi uit de race crashte. Pascal Wehrlein werd tweede voor Mahindra Racing en behaalde zo zijn eerste podium in zijn tweede race in het kampioenschap. Het podium werd compleet gemaakt door Audi Sport ABT Schaeffler-coureur Daniel Abt, na een straf voor Alexander Sims vanwege een botsing met Edoardo Mortara.

## Kwalificatie
| Pos                 | No | Coureur                | Team                        | Q1       | Q2       | Grid |
| ------------------- | -- | ---------------------- | --------------------------- | -------- | -------- | ---- |
| 1                   | 11 | Lucas di Grassi        | Audi Sport ABT Schaeffler   | 1:08.842 | 1:08.290 | 22   |
| 2                   | 23 | Sébastien Buemi        | Nissan e.Dams               | 1:08.664 | 1:08.816 | 1    |
| 3                   | 94 | Pascal Wehrlein        | Mahindra Racing             | 1:08.463 | 1:08.925 | 2    |
| 4                   | 66 | Daniel Abt             | Audi Sport ABT Schaeffler   | 1:09.030 | 1:08.958 | 3    |
| 5                   | 5  | Stoffel Vandoorne      | HWA Racelab                 | 1:08.962 | 1:09.235 | 5    |
| 6                   | 2  | Sam Bird               | Envision Virgin Racing      | 1:08.868 | 1:09.253 | 4    |
| 7                   | 48 | Edoardo Mortara        | Venturi Formula E Team      | 1:09.042 |          | 6    |
| 8                   | 6  | Maximilian Günther     | Geox Dragon Racing          | 1:09.143 |          | 7    |
| 9                   | 27 | Alexander Sims         | BMW i Andretti Motorsport   | 1:09.147 |          | 8    |
| 10                  | 19 | Felipe Massa           | Venturi Formula E Team      | 1:09.168 |          | 9    |
| 11                  | 7  | José María López       | Geox Dragon Racing          | 1:09.201 |          | 10   |
| 12                  | 20 | Mitch Evans            | Panasonic Jaguar Racing     | 1:09.235 |          | 11   |
| 13                  | 25 | Jean-Éric Vergne       | DS Techeetah Formula E Team | 1:09.307 |          | 12   |
| 14                  | 22 | Oliver Rowland         | Nissan e.Dams               | 1:09.365 |          | 13   |
| 15                  | 36 | André Lotterer         | DS Techeetah Formula E Team | 1:09.485 |          | 14   |
| 16                  | 4  | Robin Frijns           | Envision Virgin Racing      | 1:09.505 |          | 15   |
| 17                  | 17 | Gary Paffett           | HWA Racelab                 | 1:09.505 |          | 16   |
| 18                  | 28 | António Félix da Costa | BMW i Andretti Motorsport   | 1:09.551 |          | 17   |
| 19                  | 16 | Oliver Turvey          | NIO Formula E Team          | 1:09.645 |          | 18   |
| 20                  | 3  | Nelson Piquet jr.      | Panasonic Jaguar Racing     | 1:09.705 |          | 19   |
| 21                  | 64 | Jérôme d'Ambrosio      | Mahindra Racing             | 1:10.083 |          | 20   |
| 22                  | 8  | Tom Dillmann           | NIO Formula E Team          | 1:10.258 |          | 21   |
| 110%-tijd: 1:15.309 |    |                        |                             |          |          |      |

## Race
| Pos | No | Coureur                | Team                        | Rondes | Tijd/Oorzaak uitval | Grid | Punten |
| --- | -- | ---------------------- | --------------------------- | ------ | ------------------- | ---- | ------ |
| 1   | 2  | Sam Bird               | Envision Virgin Racing      | 36     | 47:02:511           | 4    | 25     |
| 2   | 94 | Pascal Wehrlein        | Mahindra Racing             | 36     | +6.489              | 2    | 18     |
| 3   | 66 | Daniel Abt             | Audi Sport ABT Schaeffler   | 36     | +14.529             | 3    | 16     |
| 4   | 48 | Edoardo Mortara        | Venturi Formula E Team      | 36     | +17.056             | 6    | 12     |
| 5   | 4  | Robin Frijns           | Envision Virgin Racing      | 36     | +20.276             | 15   | 10     |
| 6   | 20 | Mitch Evans            | Panasonic Jaguar Racing     | 36     | +23.755             | 11   | 8      |
| 7   | 27 | Alexander Sims         | BMW i Andretti Motorsport   | 36     | +27.590             | 8    | 6      |
| 8   | 16 | Oliver Turvey          | NIO Formula E Team          | 36     | +45.059             | 18   | 4      |
| 9   | 7  | José María López       | Geox Dragon Racing          | 36     | +45.376             | 10   | 2      |
| 10  | 64 | Jérôme d'Ambrosio      | Mahindra Racing             | 36     | +46.984             | 20   | 1      |
| 11  | 3  | Nelson Piquet jr.      | Panasonic Jaguar Racing     | 36     | +48.635             | 19   |        |
| 12  | 11 | Lucas di Grassi        | Audi Sport ABT Schaeffler   | 36     | +1:03.552           | 22   |        |
| 13  | 36 | André Lotterer         | DS Techeetah Formula E Team | 36     | +1:14.706           | 14   |        |
| 14  | 17 | Gary Paffett           | HWA Racelab                 | 35     | +1 ronde            | 16   |        |
| DNF | 22 | Oliver Rowland         | Nissan e.Dams               | 31     | Uitgevallen         | 13   |        |
| DNF | 28 | António Félix da Costa | BMW i Andretti Motorsport   | 23     | Uitgevallen         | 17   |        |
| DNF | 25 | Jean-Éric Vergne       | DS Techeetah Formula E Team | 22     | Uitgevallen         | 12   |        |
| DNF | 23 | Sébastien Buemi        | Nissan e.Dams               | 21     | Schade ongeluk      | 1    | 3      |
| DNF | 5  | Stoffel Vandoorne      | HWA Racelab                 | 17     | Schade ongeluk      | 5    |        |
| DNF | 6  | Maximilian Günther     | Geox Dragon Racing          | 12     | Uitgevallen         | 7    |        |
| DNF | 19 | Felipe Massa           | Venturi Formula E Team      | 12     | Schade ongeluk      | 9    |        |
| DNF | 8  | Tom Dillmann           | NIO Formula E Team          | 10     | Uitgevallen         | 21   |        |

## Tussenstanden wereldkampioenschap

### Coureurs
| Positie | No. | Rijder                 | Team                        | Punten |
| ------- | --- | ---------------------- | --------------------------- | ------ |
| 01      | 2   | Sam Bird               | Envision Virgin Racing      | 43     |
| 02      | 64  | Jérôme d'Ambrosio      | Mahindra Racing             | 41     |
| 03      | 28  | António Félix da Costa | BMW i Andretti Motorsport   | 28     |
| 04      | 4   | Robin Frijns           | Envision Virgin Racing      | 28     |
| 05      | 25  | Jean-Éric Vergne       | DS Techeetah Formula E Team | 28     |
| 06      | 20  | Mitch Evans            | Panasonic Jaguar Racing     | 22     |
| 07      | 66  | Daniel Abt             | Audi Sport ABT Schaeffler   | 21     |
| 08      | 36  | André Lotterer         | DS Techeetah Formula E Team | 19     |
| 09      | 94  | Pascal Wehrlein        | Mahindra Racing             | 18     |
| 10      | 27  | Alexander Sims         | BMW i Andretti Motorsport   | 18     |

### Constructeurs
| Positie | Team                        | Punten |
| ------- | --------------------------- | ------ |
| 01      | Envision Virgin Racing      | 71     |
| 02      | Mahindra Racing             | 59     |
| 03      | DS Techeetah Formula E Team | 47     |
| 04      | BMW i Andretti Motorsport   | 46     |
| 05      | Audi Sport ABT Schaeffler   | 30     |
| 06      | Panasonic Jaguar Racing     | 23     |
| 07      | Nissan e.dams               | 21     |
| 08      | Venturi Formula E Team      | 12     |
| 09      | NIO Formula E Team          | 04     |
| 10      | Geox Dragon Racing          | 02     |